# Giulia Della Rena
Giulia Della Rena, nota come Beata Giulia (Certaldo, 1319 – Certaldo, 9 gennaio 1367), è stata una religiosa italiana appartenente al Terz'Ordine di Sant'Agostino. È venerata come beata dalla Chiesa cattolica.
Visse reclusa in una cella ubicata a Certaldo. Si dedicò completamente alla penitenza e alla preghiera e morì dopo trent'anni d'isolamento.
La povertà di fonti letterarie riguardanti beata Giulia è sconcertante: di questo si lamentava già Ignazio Malenotti, proposto di San Gimignano, quando per primo ne pubblicò una biografia nel 1819, a cinquecento anni dalla nascita.
Molto di ciò che sappiamo è infatti frutto della tradizione orale.

## Agiografia

### L'infanzia tra Certaldo e Firenze
Nata, si tramanda, nel 1319 dalla nobile ma decaduta famiglia Della Rena, Giulia fu mandata verso i diciotto anni a servizio a Firenze presso la famiglia Tinolfi. Impaurita dalle tentazioni che una città come Firenze potesse offrire, decise di prendere i voti di terziaria agostiniana.
Non ancora soddisfatta, decise di ritornare al natio borgo.

### Il rientro a Certaldo
Una volta giunta a destinazione salvò un fanciullo da un palazzo in fiamme, suscitando l'ammirazione dei suoi compaesani: questa fu la molla che fece scattare in lei la decisione di rinchiudersi in una piccola celletta nelle adiacenze dell'abside della chiesa dei Santi Jacopo e Filippo.
Di lei si dice che ogni giorno contraccambiasse gli alimenti che le venivano forniti con mazzetti di fiori freschi, mentre una versione lontana dal culto religioso vuole che soffrisse d'anoressia.

### Le esequie
La morte sopraggiunse il 9 gennaio 1367: i Certaldesi furono avvisati dal suono delle campane che misteriosamente si misero a suonare da sole. Questo è un topos della letteratura agiogafica molto diffuso per i santi e beati della Valdelsa (cfr. ad esempio, Santa Verdiana di Castelfiorentino, Santa Fina e il beato Vivaldo da San Gimignano).

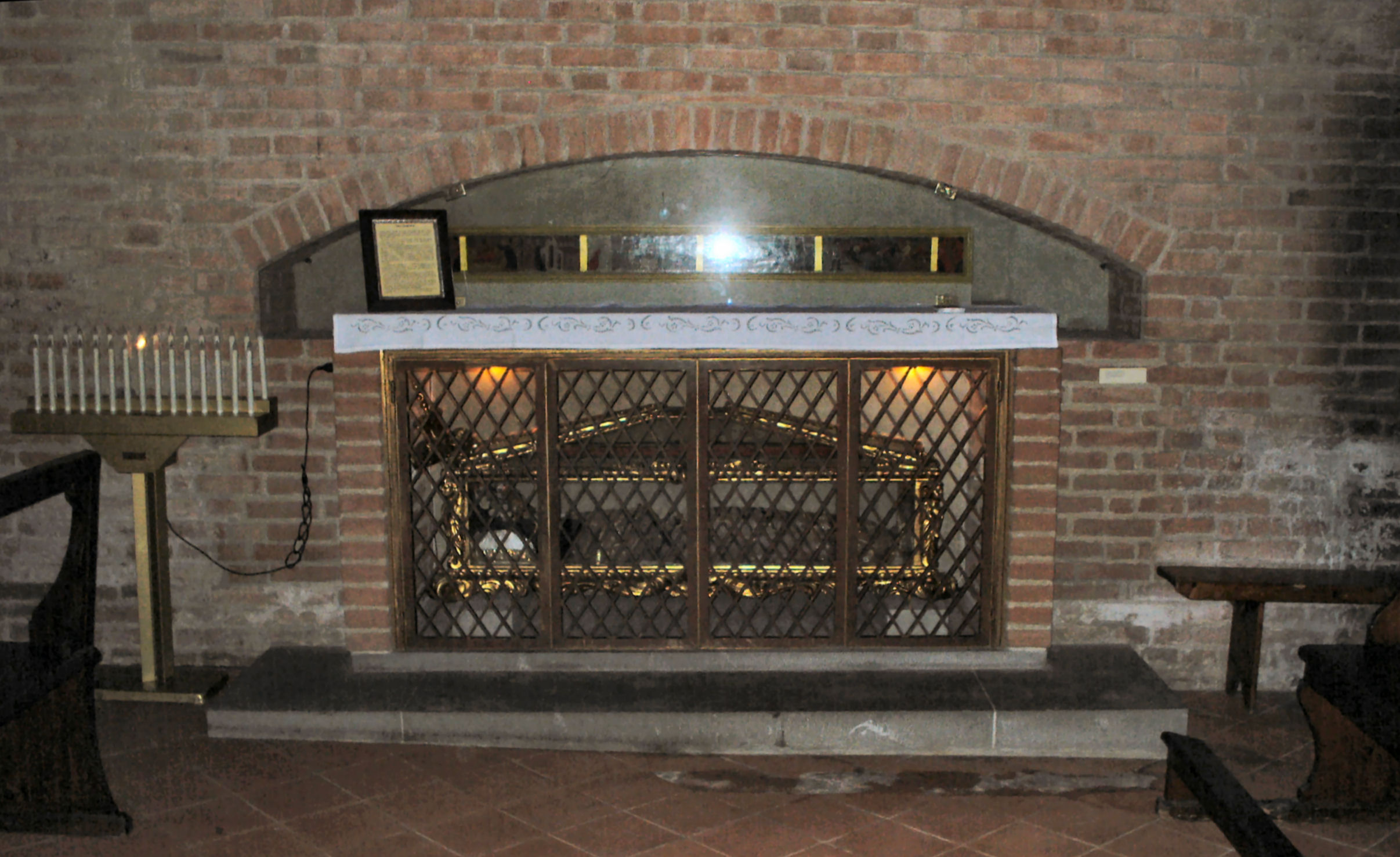
La nicchia con l'urna della beata nella chiesa dei Santi Jacopo e Filippo

Le esequie furono celebrate con gran concorso di popolo ed attorno al suo feretro esposto furono numerosi i miracoli.
Già nel 1372 le fu eretto un altare nella chiesa dei SS. Jacopo e Filippo, entro il quale custodire le sue spoglie mortali.
Nel corso dei secoli, la sua sepoltura ha visto notevoli trasformazioni. Attualmente i suoi resti si trovano ancora nella chiesa dei Santi Jacopo e Filippo in una nicchia di recente costruzione (anni sessanta del Novecento), grossomodo nello stesso punto in cui era stato eretto il primo altare del 1372: sopra questa nicchia è stata posta la predella quattrocentesca dove sono illustrati episodi della sua vita.

## Festeggiamenti
Ogni anno, la prima domenica di settembre, il paese ne celebra la festa con una processione che dal borgo medievale si snoda fin nella parte bassa del paese per concludersi nella propositura di San Tommaso; il mercoledì successivo di nuovo una processione riaccompagna l'urna con i resti mortali della beata dalla propositura fino alla chiesa dei Santi Jacopo e Filippo, in Certaldo Alto.
Originariamente la festa veniva celebrata il 9 gennaio, giorno della morte come avviene per tutti i santi: ma a causa dei rigori dell'inverno la festa venne spostata alla prima domenica di settembre, per avere un maggior concorso di persone e poter più degnamente festeggiare la santa patrona.
Da qualche anno sono sorti i "Cavalieri di Beata Giulia" gruppo che segue le attività parrocchiali e più da vicino il culto della beata patrona di Certaldo.

## Testimonianze iconografiche
Le testimonianze storico - artistiche su beata Giulia non sono molte.
- L'opera più antica è senza dubbio la predella quattrocentesca conservata nella chiesa dei Santi Jacopo e Filippo attribuita alla scuola di Paolo Uccello, raffigurante episodi della sua vita: è importante anche perché di fatto rappresenta la fonte più antica a noi nota su beata Giulia. Gli episodi qui raffigurati sono alla base di ogni agiografia che è stata scritta in seguito, a partire da Ignazio Malenotti.
- L'opera artisticamente di maggior pregio è invece un busto reliquiario d'argento conservato nel Museo di arte sacra di Certaldo: fu realizzato nel 1652 - 1653 dall'orefice fiorentino Paolo Laurentini.
- L'opera più recente è dell'anno 2008 collocata nella chiesa Parrocchiale di San Tommaso Apostolo per i festeggiamenti di settembre in onore della Beata Giulia. Un'opera pittorica di grandi dimensioni donata dell'Artista Certaldese Sabrina Taddei. Rappresenta la Beata che tiene in braccio il piccolo bambino salvato dalle fiamme che la tradizione vuole come primo miracolo attribuitole. La Beata è circondata da gigli bianchi ed ai suoi piedi bambini di tutte le epoche e di tutte le nazionalità, a testimonianza della sua perpetua protezione verso i piccoli, i deboli e gli emarginati soprattutto bambini.